# Jámblico
Jámblico, Jámblico de Calcis o Yámblico (en griego antiguo: Ἰάμβλιχος, en latín, Iamblichus Chalcidensis) fue un filósofo griego neoplatónico, también considerado neopitagórico, de cuya vida poco se conoce, salvo que nació en Calcis, en Celesiria, (actualmente Anjar, Líbano), y fue discípulo de Porfirio. La fecha aproximada de nacimiento se establece hacia la segunda mitad del s. III, en el año 250, 245 o 243, y falleció hacia el 330.

## Biografía
Fue discípulo de Porfirio, en la ciudad de Roma, pero se separó de su maestro por discrepancia de ideas. Luego dirigió la escuela que había fundado en Siria (primero en Apameay después en Dafne). A su muerte le seguirá su discípulo Sópatro de Apamea, a partir de cuya influencia el neoplatonismo de Jámblico influenciaría a la Academia platónica de Atenas, especialmente a Plutarco, Siriano, Proclo, Marino de Neápolis y Damascio, el último líder (diádoco) de la Academia.
También tuvo como discípulos a Teodoro de Asine  y Dexipo y fue apreciado por el emperador Juliano el Apóstata.

### Diferenciación filosófica
Aun cuando maestro y discípulo pertenecían a la misma corriente filosófica, el neoplatonismo, Jámblico se caracterizó por una serie de diferencias con respecto a Porfirio. 
Más allá de una tendencia a la teúrgia por parte de Jámblico, en contraste a la escueta religiosidad de su maestro, nos encontramos con que a la identificación de partida con los preceptos neoplatónicos, pitagóricos y órficos, insistirá Jámblico en la importancia de ciertas facultades, superiores al intelecto, para relacionarse con lo divino (el Kybernḗtēs del alma, el alma teúrgica, el Uno-del-alma, la "flor del Intelecto"), en el rechazo al materialismo y en la existencia de un alma eterna e inmaterial.
Se le atribuye a Jámblico la autoría o recopilación llamada en latín De Mysteriis Aegyptiorum (Sobre los misterios de los egipcios) (título dado por Marsilio Ficino a la obra en su paráfrasis, cuyo verdadero título es "Respuesta del maestro Abamón a la Carta de Porfirio a Anebo y soluciones a las dificultades que ella plantea", donde Abamón es un sacerdote egipcio bajo cuyo nombre Jámblico responde a su maestro Porfirio las objeciones que presentara contra la religión y los rituales teúrgicos en una carta a su discípulo Anebo).

## Obras
- Sobre los misterios de Egipto (De mysteriis Aegyptiorum), ed. Gustav Parthey, Teubner,[2] 1857 on line.
  - Traducciones al español: en Obras, Barcelona: RBA, 2009 (Biblioteca Gredos).
- De vita pythagorica, ed. Theophil Kießling, Leipzig, 1816 on line; ed. August Nauck, San Petersburgo, 1884; ed. Ludwig Deubner, Teubner, 1937
  - Traducciones al español: en Obras, Barcelona: RBA, 2009 (Biblioteca Gredos)
- Περὶ τῆς κοινῆς μαθηματικῆς ἐπιστήμης / De communi mathematica scientia, ed. Nicola Festa, Teubner, 1891 (reimpreso en 1975) on line
- Protrepticus, ed. Ermenegildo Pistelli, Teubner, 1888 (reimpr. 1975) online; ed. des Places, Budé, 1989
  - Traducción al español: en Obras, Barcelona: RBA, 2009 (Biblioteca Gredos).
- In Nicomachi arithmeticam introductionem, Teubner, ed. Pistelli, Teubner, 1894 on line
- Cartas, entre ellas Respuesta a la Carta a Anebón de Porfirio
- Comentarios fragmentarios sobre Platón Iamblichi Chalcidensis in Platonis dialogos commentariorum fragmenta, Leiden: Brill, 1973
- De anima, fragmento transmitido por Estobeo.
- Atribuido: Theologumena arithmeticae, ed. Friedrich Ast, Leipzig, 1817 online; ed. Vittorio de Falco, Teubner, 1922.